# União Geral das Escolas de Samba do Brasil
A União Geral das Escolas de Samba do Brasil (UGESB) foi a primeira entidade representativa das escolas de samba, fundada em 1934, com a finalidade de ajudar a organizar os desfiles de escolas de samba, bem como conseguir maior apoio para as entidades, numa época em que o samba, ainda que começasse a ser aceito, ainda era bastante marginalizado, e as escolas de samba não possuíam o mesmo apoio do poder público de que dispunham os Ranchos e as Sociedades carnavalescas. e definiu quais são os instrumentos típicos de escola de samba: violão, cavaquinho, pandeiro, tamborim, surdo, cuíca, reco-reco, tarol e cabaças, institucionalizando a tendência de todos os regulamentos dos anos anteriores, que vinham ano após ano proibindo instrumentos de sopro.

## História
A entidade foi fundada com o nome de União das Escolas de Samba. Assinaram a ata de fundação da então UES os representantes de 28 escolas, sendo que 25 disputaram o concurso realizado no ano seguinte. Ao longo de 35, a UES sofreu sua primeira crise, e seu primeiro presidente, Flávio Costa, foi substituído por Pedro Canali. Pouco tempo depois, Servam Heitor de Carvalho, da Depois eu Digo ocupa o seu lugar. Em janeiro de 1937, Servam de Carvalho foi destituído da UES, entrando em eu lugar Luís Nunes da Silva, o Enfiado. Ainda neste ano, Elói Antero Dias, o Mano Elói, seria eleito para ser o quinto presidente da história da entidade, em menos de 4 anos.
Em 1939, a UES muda de nome para União Geral das Escolas de Samba (UGES) e Antenor dos Santos é eleito presidente, tendo Mano Elói como vice. Nesse ano, começam algumas perseguições políticas dentro da entidade, com o título de membro do Conselho fiscal de Paulo da Portela sendo cassado. Como estava envolvido em muitas atividades carnavalescas, artísticas e culturais, Paulo pouco se importou com isso a princípio.
Apesar de na década de 40, o samba já estar sendo inclusive incentivado pelo regime nacionalista de Getúlio Vargas, este fato não impediu que durante o ano de 1946 começassem as aproximações entre a UGES e o PCB. Tanto que nesse ano, o jornal Tribuna Popular, órgão de imprensa do partido, foi quem organizou o badalado concurso Cidadão do Samba.
Porém, por causa dessa aproximação, e devido ao crescimento do PCB, o poder público começou a incentivar cisões na UGES, a ponto de tentar afastar as escolas de samba dos comunistas. A partir disto, foi fundada em 2 de janeiro de 1947 a Federação Brasileira de Escolas de Samba, que de início recebeu pouca adesão: apenas a Azul e Branco do Salgueiro, entre as grandes escolas, aderiu a FBES, mas esta para camuflar sua real adesão, dizia contar com o apoio de outras escolas, muitas supostamente fantasmas, e outras já extintas. A ligação entre sambistas e comunistas era tão forte que a UGES chegou a ser apelidada por seus opositores de "União Geral das Escolas Soviéticas", ainda com a competição unificada, as três primeiras colocadas (num total de 48 escolas), ainda eram todas filiadas da UGES: Portela, Mangueira e Depois Eu Digo. Neste ano, o PCB foi novamente posto na ilegalidade, e a sede da UGES chegou a ser lacrada por alguns dias pela polícia.
Para 1948, numa atitude claramente partidária do prefeito Mendes de Morais, a Prefeitura do Rio não liberou verba para as escolas filiadas à UGES, somente para as da FBES, como uma tentativa de forçar todas as escolas a se filiarem à FBES. Neste ano, o Império Serrano acabou sendo campeão, com a Tijuca em segundo lugar, a Portela em terceiro e a Mangueira em quarto. Fazia parte da comissão julgadora indicada pela prefeitura Irênio Delgado, que todos sabiam ser simpatizante da escola da Serrinha, e por causa disso, algumas grandes escolas, como a Mangueira e a Portela, voltaram a se filiar à UGES, após a eleição deste para o biênio de 1949-1950, na presidência da FBES. Embora não ignorassem que o Império era uma grande escola de samba, estas alegavam que não seria possível haver julgamento justo enquanto Irênio estivesse à frente da organização do Carnaval. Por causa, disso, em 1949, aconteceram dois desfiles de escolas de samba separados, um vencido pelo Império, organizado pela FBES, considerado oficial pela prefeitura, e outro realizado pela UGES, vencido pela Mangueira.
Em 1949, tentando salvar a UGES, Servam Carvalho (que havia voltado à UGES após ter sido expulso), e José Calazans, seus diretores, que tinham ligações com o Comunismo, se afastaram da entidade, entregando a direção ao Major Joaquim Paredes, que para acabar com as piadinhas dos opositores, mudou o nome da entidade mais uma vez, desta vez para UGESB. Porém as investidas do Poder Público contra a entidade não cessaram, pois para o carnaval de 1950 foi criada a União Cívica de Escolas de Samba, com o claro objetivo de novamente desestabilizar a UGESB. A UCES passou a ser também considerada oficial pela Prefeitura, e suas escolas também receberam verbas, o que fez a Mangueira e a Portela novamente deixarem a UGESB e irem para lá. A Mangueira foi campeã pela UCES em 1950, enquanto novamente o Império foi campeão pela FBES. A UGESB chegou também a promover o seu desfile, que terminou com um empate entre a Prazer da Serrinha e a Unidos da Capela, porém como estas eram escolas menores, hoje já extintas, poucos reconhecem o resultado deste concurso.
Para 1951, Mangueira e Portela voltaram à UGESB enquanto a UCES, uma entidade considerada por muitos como artificial, não conseguiu realizar o seu carnaval. Com o fim do mandato de Irênio Delgado, as escolas começaram a pôr em prática o plano de novamente organizar uma disputa unificada, sendo acertado para o Carnaval de 1952 (que acaba não sendo realizado) uma disputa entre todas as escolas de ambas as entidades (UGESB e FBES). Porém, com a unificação, o número de escolas acabou muito grande, sendo então criado pela primeira vez o Grupo de acesso. Após o Carnaval, UGESB e FBES se fundiram, dando origem à Associação das Escolas de Samba da Cidade do Rio de Janeiro.